# Fatimah Hashim
Fatimah Hashim, född 1924, död 2010, var en malaysisk politiker. Hon deltog i Malaysias självständighetsrörelse mot Storbritannien från 1940-talet, var ordförande för United Malays National Organisations kvinnoavdelning 1956-1972, och tjänstgjorde som Malaysias socialminister 1969-1973. Hon var den första kvinnliga ministern i Malaysia, och den första som tjänstgjort som ministerpar i regeringen, då hennes make Abdul Kadir Yusuf samtidigt var justitieminister.